# Kaatsbeek
Kaatsbeek är ett vattendrag i Belgien.   Det ligger i provinsen Limburg och regionen Flandern, i den östra delen av landet, 80 km öster om huvudstaden Bryssel.
Omgivningarna runt Kaatsbeek är en mosaik av jordbruksmark och naturlig växtlighet. Runt Kaatsbeek är det tätbefolkat, med 383 invånare per kvadratkilometer.